# Niederwölz
Niederwölz è un comune austriaco di 600 abitanti nel distretto di Murau, in Stiria.